# Oxymycterus paramensis
El hocicudo parameño (Oxymycterus paramensis) es una especie de roedor de la familia s Cricetidae endémica de Argentina, Bolivia y Perú.